# Ischyrolepis
Ischyrolepis  es un género con 50 especies de plantas herbáceas perteneciente a la familia Restionaceae. 

## Especies seleccionadas
- Ischyrolepis affinis
- Ischyrolepis arida
- Ischyrolepis capensis
- Ischyrolepis caespitosa
- Ischyrolepis cincinnata
- Ischyrolepis coactilis
- Ischyrolepis curvibracteata
- Ischyrolepis curviramis
- Ischyrolepis distracta
- Ischyrolepis duthieae
- Ischyrolepis eleocharis